# Атан, Адиль
Адиль Атан (тур. Adil Atan, 1929—1989), турецкий борец, призёр Олимпийских игр и чемпионата мира.
Адиль Атан родился в 1929 году в Адапазары ила Сакарья.
В 1952 году Адиль Атан выиграл бронзовую медаль Олимпийских игр, а на чемпионате мира 1954 года завоевал серебряную медаль. Он также принял участие в Олимпийских играх 1956 года, но там разделил 5—6 места.